# Diocesi di Nona
La diocesi di Nona (in latino: Dioecesis Nonensis) è una sede della Chiesa cattolica soppressa nel 1828. Il suo territorio è stato incorporato all'arcidiocesi di Zara. È una sede titolare dal 1933.

## Storia
La diocesi di Nona fu eretta nel IX secolo, quando papa Giovanni VIII concesse a Teodosio di essere consacrato vescovo. Era suffraganea dell'arcidiocesi di Spalato (oggi arcidiocesi di Spalato-Macarsca).
Papa Leone VI, durante il suo breve pontificato, soppresse la diocesi e trasferì il vescovo Gregorio, uno strenuo sostenitore dell'uso della lingua slava e dell'alfabeto glagolitico nella liturgia romana o latina, alla vicina Scardona. La sede fu ristabilita verso la metà dell'XI secolo.
La diocesi fu soppressa da papa Leone XII con la bolla Locum beati Petri del 30 giugno 1828 ed annessa alla vicina arcidiocesi di Zara. A quell'epoca l'intera Dalmazia faceva parte dell'Impero d'Austria. La bolla fu resa esecutiva a Nona l'11 aprile 1830.
Dal 1933 Nona è annoverata tra le sedi vescovili titolari della Chiesa cattolica; dal 15 settembre 2004 l'arcivescovo, titolo personale, titolare è Martin Vidović, nunzio apostolico.

## Cronotassi

### Vescovi
- Teodosio † (menzionato nell'879)
- Alfreda † (menzionato nell'890 circa)
- Gregorio I † (circa 900 - 929 nominato vescovo di Scardona)
  - Sede soppressa (929-circa 1050)
- Andrea † (circa 1050 - dopo il 1072)
- Formino † (menzionato nel 1075)
- Gregorio II † (menzionato nel 1104)
- Rodano † (menzionato nel 1163)
- Matteo † (1170 - dopo il 1194)
- Prodano † (1195 o 1196 - ?)
- Giovanni I † (circa 1206 - ?)
- Grubcius † (prima del 1214 - dopo il 1222)
- Bartolomeo † (menzionato nel 1229)
- San Giansone † (prima del 1230 - dopo il 1241)
- Giovanni II † (prima del 1253 - dopo il 1268)
- Stefano † (menzionato nel 1272)
- Marcello † (22 settembre 1288 - dopo il 1289)
- Marco † (prima del 1291 - dopo il 1302)
- Giovanni III † (prima del 1318 - dopo il 1327)
- Natale † (menzionato nel 1328)
- Giorgio †
- Giovanni IV † (prima del 1342 - circa 1353 deceduto)
- Demetrio dei Matafari † (22 febbraio 1354 - 1387 ? deceduto)
  - Antonio Chernota † (17 agosto 1387 - ?) (antivescovo)
- Giovanni V † (31 luglio 1394 - circa 1400 deceduto)
- Francesco Petri † (30 agosto 1402 - ? deceduto)
  - Giovanni † (7 ottobre 1409 - 1410 dimesso) (amministratore apostolico)
- Nicola da Treviso, O.F.M. † (11 agosto 1410 - 13 ottobre 1424 nominato arcivescovo di Termopile)
- Ludovico, O.S.B.Clun. † (13 ottobre 1424 - ? deceduto)
- Natale da Venezia, O.Carm. † (6 febbraio 1436 - circa 1462 deceduto)
- Giacomo Bragadeno † (5 marzo 1462 - 1474 deceduto)
- Giorgio Difnico † (19 marzo 1479 - 8 agosto 1530 deceduto)
- Giacomo Difnico † (8 agosto 1530 succeduto - ? deceduto)
- Marco Loredan † (19 novembre 1554 - 25 giugno 1577 deceduto)
- Pietro Cedolini † (19 luglio 1577 - 20 febbraio 1581 nominato vescovo di Lesina)
- Gerolamo Mazzarelli † (10 luglio 1581 - 25 giugno 1588 deceduto)
- Angelo Gradi, O.F.M.Conv. † (17 ottobre 1588 - circa 1592 dimesso)
- Orazio Bellotti, O.F.M.Conv. † (8 aprile 1592 - 1602 deceduto)
- Biagio Mandevi † (26 luglio 1602 - 26 agosto 1645 deceduto)
- Simeone Difnico † (25 giugno 1646 - 10 maggio 1649 nominato vescovo di Feltre)
- Giorgio Giorgicci † (21 giugno 1649 - 22 settembre 1653 nominato vescovo di Veglia)
- Francesco Andronico † (23 novembre 1653 - 1666 deceduto)
- Francesco Grassi † (3 ottobre 1667 - maggio 1677 deceduto)
- Giovanni Borgoforte † (22 novembre 1677 - settembre 1687 deceduto)
- Giovanni Vusich † (14 giugno 1688 - ottobre 1689 deceduto)
- Giorgio Parchich † (8 maggio 1690 - febbraio 1703 deceduto)
- Martino Dragolio † (16 luglio 1703 - dicembre 1708 deceduto)
- Giovanni Manola † (19 giugno 1709 - settembre 1711 deceduto)
- Antonio Rosignoli † (27 novembre 1713 - giugno 1715 deceduto)
- Nicolò Drasich † (1º luglio 1716 - 16 settembre 1720 nominato vescovo di Ossero)
- Bernardo Domenico Leoni † (14 gennaio 1722 - 1727 deceduto)
- Giovanni Andrea Balbi † (14 giugno 1728 - 21 luglio 1732 nominato vescovo di Pola)
- Gerolamo Fonda † (19 gennaio 1733 - 5 maggio 1738 nominato vescovo di Traù)
- Giovanni Federico Orsini Rosa † (19 dicembre 1738 - settembre 1742 deceduto)
- Thomas Nechich † (28 gennaio 1743 - 29 marzo 1754 deceduto)
- Antonio Tripcovich † (22 luglio 1754 - 1771 deceduto)
- Giovanni Battista Jurileo † (29 luglio 1771 - 1788 deceduto)
- Giuseppe Gregorio Scotti † (14 dicembre 1789 - 24 agosto 1807 nominato arcivescovo di Zara)
  - Sede vacante (1807-1828)

### Vescovi titolari
- Ricardo Guízar Díaz † (30 maggio 1970 - 3 novembre 1984 nominato vescovo di Atlacomulco)
- Agustín García-Gasco Vicente † (20 marzo 1985 - 24 luglio 1992 nominato arcivescovo di Valencia)
- Joan Enric Vives i Sicília (9 giugno 1993 - 25 giugno 2001 nominato vescovo coadiutore di Urgell)
- Socrates Buenaventura Villegas (25 luglio 2001 - 3 maggio 2004 nominato vescovo di Balanga)
- Martin Vidović, dal 15 settembre 2004